# باشگاه فوتبال زوریا لوهانسک
باشگاه فوتبال زوریا لوهانسک (روسی: ФК «Заря» Луганск) یک باشگاه فوتبال است که در شهر لوهانسک کشور اوکراین پایه‌گذاری شده‌است.

## بازیکنان ایرانی
- شهاب زاهدی
- الهیار صیادمنش